# Zwingelturbine (vlas)
De zwingelturbine is een machinaal werktuig dat zorgt voor het zwingelen van het vlas. Bij het zwingelen worden de lemen verwijderd zonder de vezels van het vlas te schenden. Het maakt deel uit van de vlasvezelbereiding. Het zwingelen werd vroeger met de hand gedaan, maar in de loop van de 2e helft van de negentiende eeuw werden er machinale methoden gezocht. De zwingelturbine combineert zowel het braken als het zwingelen. Er worden drie principes gehanteerd.

## De drie principes
Doorheen de geschiedenis kent de zwingelturbine verschillende vormen. Doorgaans wordt er een onderscheid gemaakt tussen drie principes.
Bij het eerste principe worden sterremolens achter elkaar geplaatst. Na Ierland en Zweden, kwam er in 1928-29 met de gebroeders Vuysteke de zwingelturbine naar Vlaanderen. Dit principe genoot echter van weinig succes.
Bij het tweede principe zwingelen lange horizontale messen op één trommel het voorbijglijdend vlas tegen een holle zwingelwand. De basis voor dit principe lag al in het begin van de negentiende eeuw. Het principe evolueerde geleidelijk aan naar meer en fijnere rollen op het toestel (drie tot vijf rollen).

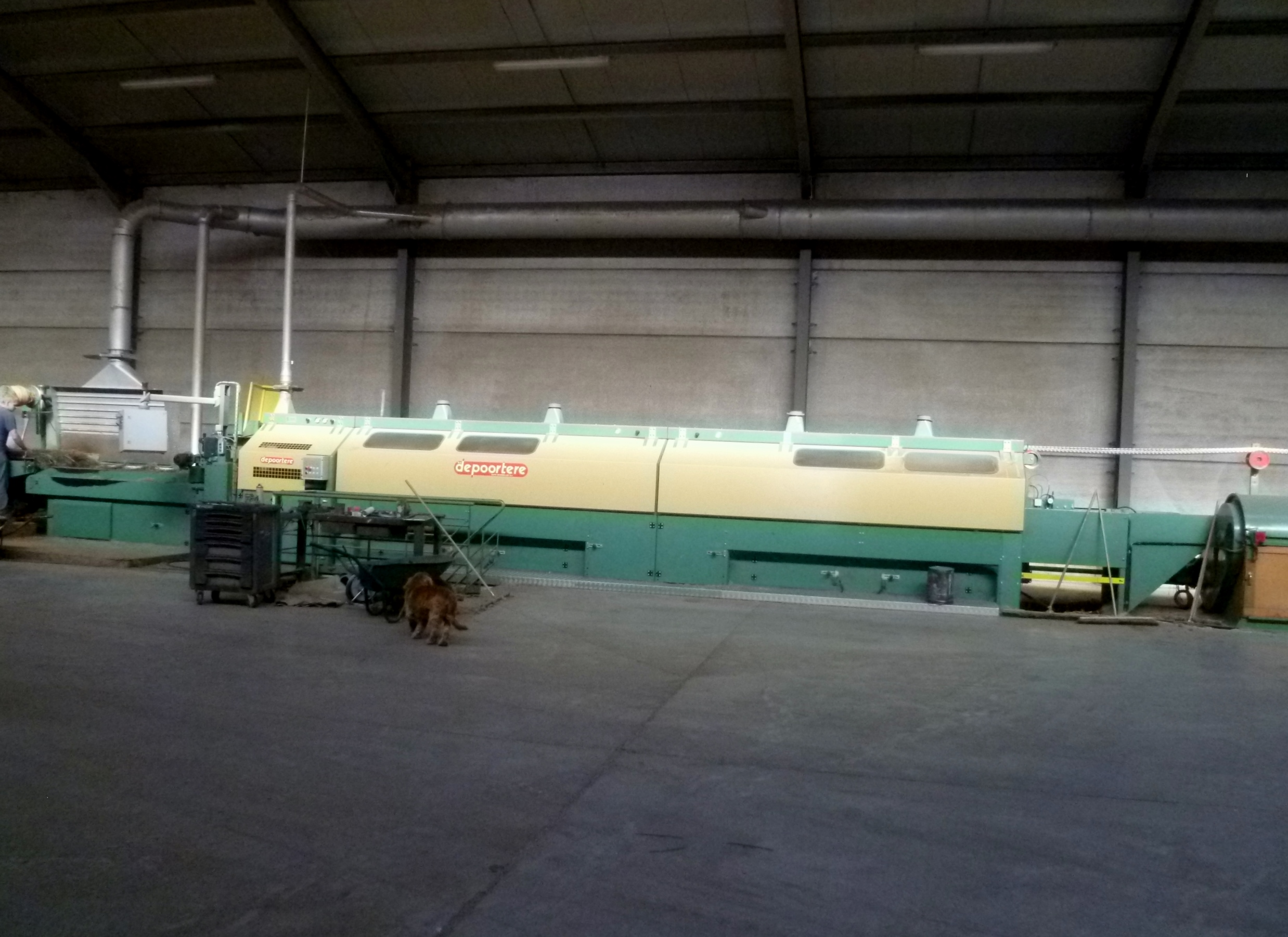
Zwingelmachine

Het derde principe was het meest succesvolle van de drie principes. Hierbij gebruikt men twee in elkaar draaiende zwingeltrommels of -molens. Dit geheel noemt men een zwingelturbine. In de zwingeltrommels zitten lange zwingelmessen, gaande van drie enkele tot zes dubbele messen. Een trommel is zo'n drie à zes meter lang. De bekendste zwingelmachines in Vlaanderen die volgens dit principe gebouwd zijn, zijn Vanhauwaert, Vandommele en Depoortere. Onderzoek en experimentele versies volgens dit principe begonnen in de tweede helft van de 19e eeuw. Rond de eeuwwisseling viel het onderzoek stil, maar vanaf 1927 werd deze techniek zowat overal toegepast.

## Werking zwingelturbine volgens het derde principe
De zwingelturbine volgens het derde principe werkt als volgt. Eerst wordt het vlas gebrakeld op vijf brakelrollen, de stengels worden gebroken op hun halve lengte. Hierna wordt door de volgende vijf brakelrollen de andere halve lengte gebroken. Het vlas komt in de eerste trommel, ofwel molen, terecht. De voeteinden van het vlas worden gezwingeld, terwijl de topeinden op de transportband geklemd blijven. Het vlas wordt tussen de twee trommels bij het voeteinde overgenomen door een tweede transportriem. De tweede trommel dient om de topeinden te zwingelen.

## Product en restproduct

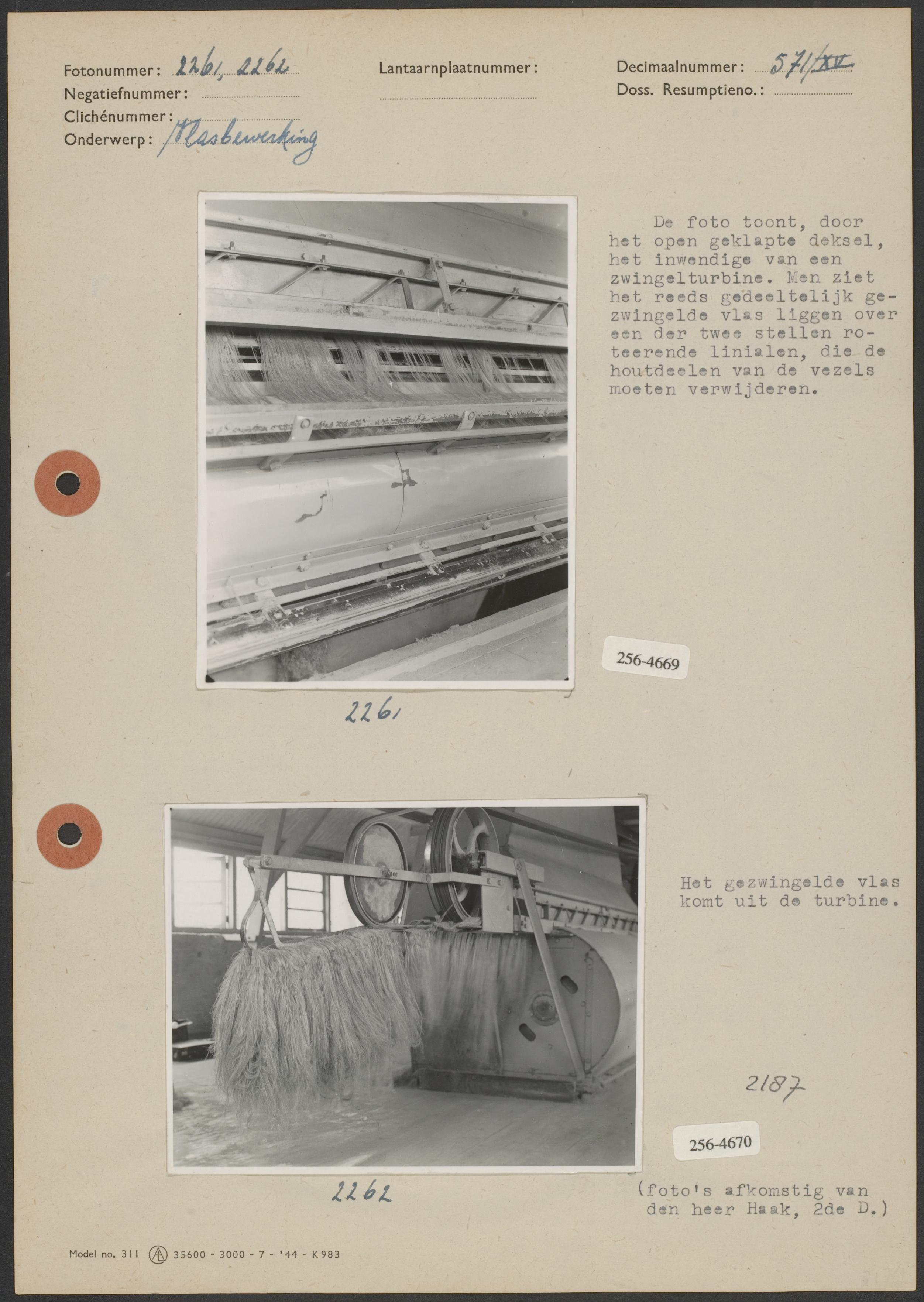
Vlasbewerking

Het eindproduct dat uit de zwingelturbine komt is gezwingeld vlas. Dat vlas wordt in bundels opgemaakt, de met de hand loshangende vezels worden nog met de hand verwijdert. Dat verhoogt de kwaliteit van het vlas. 
Na het zwingelproces ontstaan er verschillende producten afkomstig van het oorspronkelijke gerote vlas.  
- Lemen ofwel houtdeeltjes: deze worden onder andere gebruikt als brandstof om de stoomketel in de roterij aan te drijven.
- Kloden of kroten: deze korte en stukgeslagen vezels worden machinaal van het lemen gescheiden. Deze worden nadien nog op een handzwingelmogen gezwingeld. Hierna zijn de kloden klaar om te spinnen.
- Minderwaardige kroten: deze worden niet meer verder gezwingeld, maar dienen als restproduct voor isolatie of worden verwerkt in papiersoorten.
- Vlaslint: deze worden gebundeld in balen ofwel bundels en worden geleverd aan de spinnerijen.

De hoeveelheden van de verschillende producten hangen af van de kwaliteit van de vlassoort, de vlasvariëteit en van de weersomstandigheden tijdens het roten.

## Weerstand

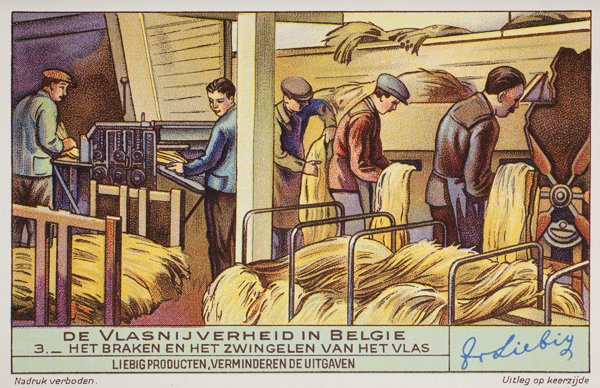
Het braken en zwingelen van het vlas

Toch verliep het implementeren van de machinale zwingelturbine niet zonder slag of stoot. Vlassers in de Leiestreek stonden argwanend tegen over de zwingelturbine, omdat vlas met de nodige zorg behandeld moet worden. Vlas was namelijk gekend als kwaliteitsproduct bij de weverijen. Ook bedreigde de mechanisatie het werk van de zwingelaars. Verder waren er kwesties over eigendomsrechten bij de ontwerpen van zwingelturbines. Toch kwam de zwingelturbine er, wat zorgde voor een verlaagde kostprijs van het zwingelen en een toename van de productie.